# Уфгузен
Уфгузен (нім. Ufhusen) — громада  в Швейцарії в кантоні Люцерн, виборчий округ Віллізау.

## Географія
Громада розташована на відстані близько 39 км на північний схід від Берна, 32 км на захід від Люцерна.
Уфгузен має площу 12,2 км², з яких на 5,5% дозволяється будівництво (житлове та будівництво доріг), 73,3% використовуються в сільськогосподарських цілях, 20,9% зайнято лісами, 0,3% не є продуктивними (річки, льодовики або гори).

## Демографія
2019 року в громаді мешкало 888 осіб (+4,7% порівняно з 2010 роком), іноземців було 5,6%. Густота населення становила 73 осіб/км².
За віковим діапазоном населення розподілялося таким чином: 22% — особи молодші 20 років, 60,6% — особи у віці 20—64 років, 17,5% — особи у віці 65 років та старші. Було 345 помешкань (у середньому 2,5 особи в помешканні).
Із загальної кількості 324 працюючих 155 було зайнятих в первинному секторі, 68 — в обробній промисловості, 101 — в галузі послуг.